# Speedrower

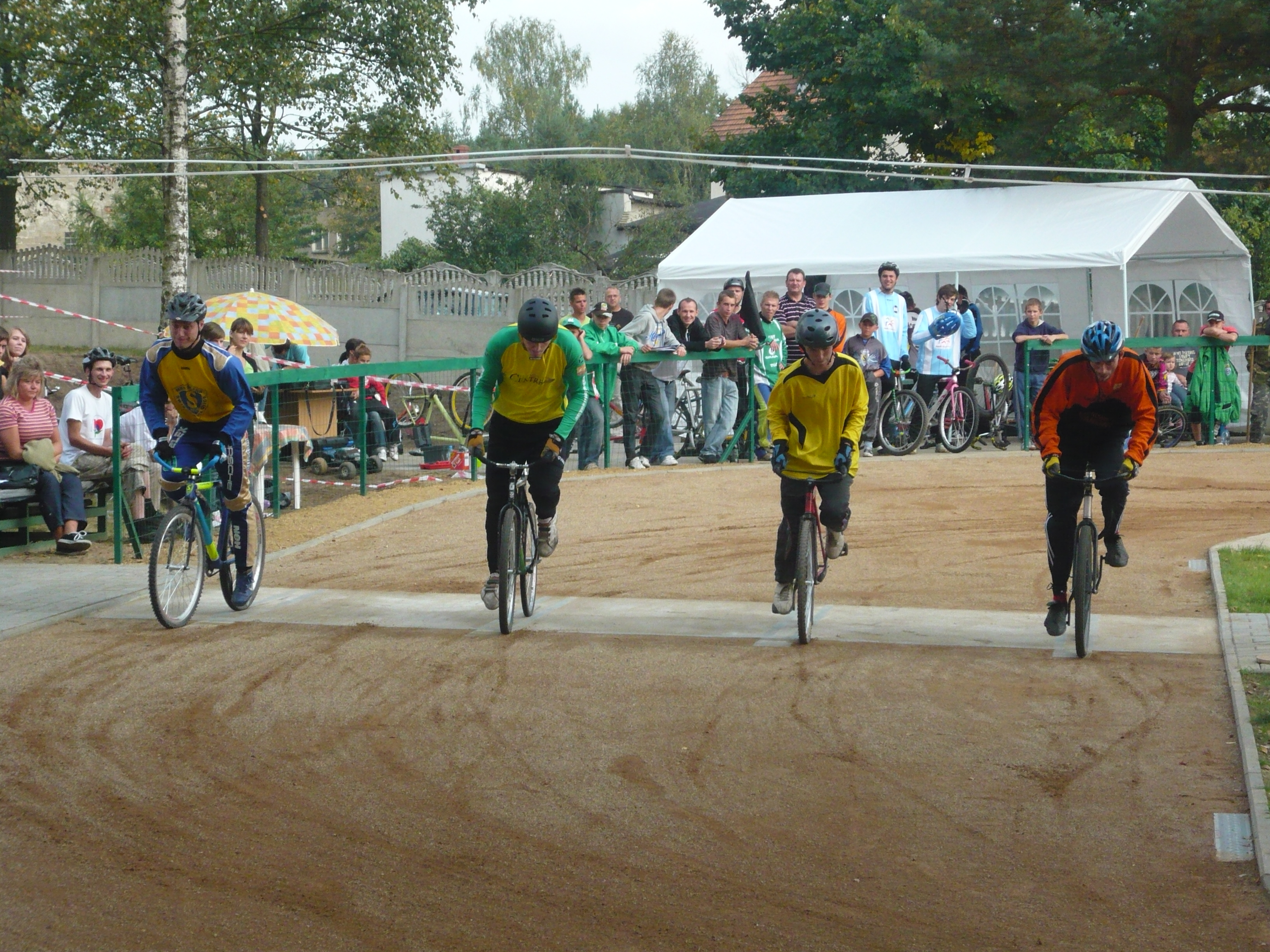
Start do wyścigu podczas turnieju w Kaletach-Drutarnii.

Speedrower (ang. cycle speedway), w Polsce potocznie żużel na rowerach – sport kolarski wzorowany na sporcie żużlowym, w którym zawodnicy ścigają się ze startu wspólnego po owalnym torze z sypką nawierzchnią. Czynnie uprawiany jest w Wielkiej Brytanii, Polsce i Australii. Zawody speedrowerowe rozgrywano także w Stanach Zjednoczonych i Holandii, a pierwsze kroki w speedrowerze stawiano też w Szwecji oraz Japonii.

## Historia speedrowera
Speedrower narodził się w Wielkiej Brytanii po zakończeniu II wojny światowej, choć pierwsze wyścigi rowerowe rozgrywano tam już w latach 20. Kolebką speedrowera był Londyn, skąd dyscyplina to rozprzestrzeniła się po całych wyspach brytyjskich. Pierwszy brytyjski związek speedrowerowy, National Amateur Cycle Speedway Association powstał 14 stycznia 1950 roku. Pierwsze mistrzostwa świata rozegrano w konkurencji indywidualnej, odbyły się w 1958 roku w holenderskim Hilversum, mistrzem świata został reprezentant gospodarzy Martin van der Brakel. Kolejne edycje odbyły się w 1960 i 1962 roku, również w konkurencji indywidualnej. Na kolejne mistrzostwa trzeba było czekać aż do 1981 roku, kiedy to ponownie rozegrano indywidualne mistrzostwa świata. 
Pierwszą edycję drużynowych mistrzostw świata w speedrowerze rozegrano w 1983 roku. W angielskim Grays triumfowali gospodarze przed Walijczykami, Szkotami i Australijczykami. W konkurencji parowej o mistrzostwo świata po raz pierwszy rywalizowano 2003 roku w Częstochowie. Mistrzami zostali wówczas Polacy przed Anglikami i Australijczykami. Juniorzy o tytuły mistrzów świata zaczęli rywalizować w 1991, weterani i kobiety od 2011, a chłopcy i dziewczynki do lat 16 w 2017. Największe, pod względem ilości konkurencji i kategorii, rozegrano w 2019 na polskich torach.
Rywalizacja o mistrzostwo Starego Kontynentu rozpoczęła się w 1994 roku w holenderskim Almere, seniorzy rywalizowali wówczas indywidualnie i drużynowo, juniorzy i weterani indywidualnie. Dwa lata później mistrzostwa Europy rozegrano w Polsce, a program imprezy wzbogaciły drużynowe zmagania juniorów. Rywalizacja kobiet weszła w program mistrzostw w 2012 roku.
W Polsce speedrower narodził się niezależnie w miastach z silnymi ośrodkami żużlowymi. Podwalinami dla rozgrywek ogólnopolskich były liczne ligi miejskie m.in. w Lesznie, Toruniu czy Zielonej Górze. Kluczowy impuls dla rozwoju speedrowera jako oficjalnej dyscypliny wyszedł z Leszna, kiedy tamtejsi działacze wysłali zapytanie za pośrednictwem Tygodnika Żużlowego do innych miast w sprawie rozegrania spotkań międzymiastowych. Niedługo potem zespół z Rawicza zaczął występować w leszczyńskiej lidze. To właśnie w Rawiczu powstał pierwszy w Polsce profesjonalny tor do speedrowera. W 1995 odbyła się I edycja Drużynowych Mistrzostw Polski, gdzie oprócz drużyn z Rawicza i Leszna startowali zawodnicy z Wrocławia, Piły, Grudziądza, Częstochowy i Gniezna. Pierwszym mistrzem została drużyna z Leszna. W roku 1995 Polacy zadebiutowali też w rozgrywkach międzynarodowych, w Drużynowych Mistrzostwach Świata Juniorów reprezentacja Polski zdobyła brązowy medal. Rok później Rawicz został gospodarzem mistrzostw Europy.
Od 1995 działa w Polsce PTS, Polskie Towarzystwo Speedrowera, którego siedzibą do 1999 roku był Rawicz. Następnie siedziba władz polskiego speedrowera została przeniesiona do Częstochowy, gdzie mieściła się do 2009 roku. W międzyczasie speedrower znalazł się w wykazie dyscyplin ministerstwa sportu. Pod koniec 2005 roku towarzystwo zmieniało nazwę na obecną, Polską Federację Klubów Speedrowerowych (PFKS). W 2009 siedziba federacji została przeniesiona do Bydgoszczy, gdzie znajduje się do dzisiaj.

## Zasady

### Wyścig
Wyścig speedrowerowy, zwany również biegiem, składa się z czterech okrążeń i bierze w nim udział czterech zawodników (ilość zawodników może się różnić jeśli nie ma wystarczającej ilości zawodników w turnieju lub regulamin imprezy przewiduje inaczej). Na polecenie sędziego, wykonywane za pomocą gwizdka, zawodnicy ustawiają się na polach startowych. Pola znajdują się na specjalnie utwardzonej części toru, wykorzystuje się do tego najczęściej kostkę brukową, ma to zapewnić odpowiednie oparcie zawodnikowi przy starcie. Pola startowe mają formę wąskich pasów, oddalonych od siebie w równych odległościach. Sędzia, znajdujący się wewnątrz toru, wypowiada komendy:
- „Do startu” – zawodnik może zasygnalizować nieprzygotowanie do startu za pomocą wyciągniętej przed siebie ręki, wówczas sędzia powtarza komendę.
- „Gotów” – po tej komendzie zawodnik musi stać nieruchomo, jeśli się poruszy zostanie wykluczony a bieg będzie powtórzony.

Po upływie 2-5 sekund kierownik startu zwalnia maszynę startową, która może mieć formę działającej elektrycznie lub mechanicznie maszyny startowej albo zwykłej gumki. Sędzia ze środka toru obserwuje wyścig, przerwanie wyścigu sygnalizuje za pomocą gwizdka, nie jest to jednak konieczne przy wykluczaniu zawodnika z biegu.
Zawodnik może zostać wykluczony, jeśli w opinii sędziego dopuścił się następujących przewinień: 
- Umyślnie przejechał oboma kołami wewnętrzną część toru w celu uzyskania przewagi nad rywalem lub w celu wymuszenia przerwania i powtórzenia biegu.
- Utrudniał jazdę rywalowi w nieprzepisowy sposób.
- Jego jazda jest niebezpieczna dla innych uczestników biegu
- Po upadku zawodnik zbyt długo biegnie z rowerem zamiast na niego wsiąść, mając do pokonania więcej niż pół okrążenia do mety.
- Podczas wyścigu dopuścił się niesportowego zachowania.

Rozpoczęcie ostatniego okrążenia sygnalizowane jest żółtą flagą, a jego zakończenie czaro-białą szachownicą. Jeśli osoba sygnalizująca ilość okrążeń pomyli się i pokaże szachownicę po piątym okrążeniu zaliczony zostanie stan biegu po czwartym okrążeniu, jeśli wyniku pomyłki sygnalizacja zakończenia biegu pojawi się po trzecim okrążeniu wyścig zostanie powtórzony. Jeśli bieg zostanie zakończony poprawnie zwycięzca otrzymuje 4 punkty, drugi zawodnik 3, trzeci 2, ostatni 1, 0 punktów otrzymują zawodnicy, którzy nie ukończyli biegu lub zostali z niego wykluczeni.
Ilość wyścigów w pojedynczych zawodach speedrowerowych jest uzależniona od ilość zawodników lub drużyn biorących udział w imprezie. Do najpowszechniejszych wariantów należą indywidualne zawody 20-biegowe dla 16 zawodników i 16-biegowy mecz, według których rozgrywa się zawody m.in. o odpowiednio Indywidualne Mistrzostwo Polski i Drużynowe Mistrzostwo Polski. 

### Konkurencje i kategorie
W speerowerze rywalizuje się w trzech konkurencjach, są to:
- indywidualna – każdy zawodnik rywalizuje w wyścigu na swoje indywidualne konto, na którym sumuje się liczbę punktów zdobytych ze wszystkich wyścigów.
- parowa – w każdym wyścigu rywalizują dwa duety zawodników, punkty zdobyte przez każdego zawodnika w duecie są sumowane i dają wspólny wynik w danym wyścigu.
- drużynowa – w zależności od charakteru imprezy i ilości drużyn, zawodnicy startują indywidualnie (w jednym wyścigu rywalizuje czterech zawodników reprezentujących cztery różne drużyny) lub parowo (w jednym wyścigu rywalizują dwa duety reprezentujące dwie różne drużyny), w składzie każdej z drużyn znajduje się minimum czterech zawodników.

Kategorie płciowe i wiekowe, ustalane na podstawie roku urodzenia, według których rozgrywa się zawody w Polsce: 
- Weteran – zawodnicy od 40 roku życia
- Senior – zawodnicy między 24 a 39 rokiem życia, de facto wszyscy zawodnicy, którzy są za młodzi lub za starzy żeby zaklasyfikować się do innej kategorii
- Kobiety – wszystkie zawodniczki bez względu na wiek
- Młodzieżowcy – zawodnicy do lat 23
- Juniorzy – zawodnicy do lat 18
- Kadeci – zawodnicy do lat 16
- Młodzicy – zawodnicy do lat 14
- Żacy u12 – zawodnicy do lat 12
- Żacy u10 – zawodnicy do lat 10
- Żacy u8 – zawodnicy do lat 8
- Żacy u6 – zawodnicy do lat 6

Kategorie wiekowe i płciowe według których rozgrywa się zawody międzynarodowe ustalane na podstawie roku urodzenia:
- Grand Veteran – zawodnicy od 50 roku życia, używana podczas mistrzostw świata
- Veteran – zawodnicy od 40 roku życia, używana podczas mistrzostw świata i Europy.
- Open – wszyscy zawodnicy bez względu na wiek i płeć, używana podczas mistrzostw świata i Europy
- Women – wszystkie kobiety bez względu na wiek, używana podczas mistrzostw świata i Europy.
- Junior – wszyscy zawodnicy do lat 18, używana podczas mistrzostw świata i Europy
- Girls u16 – dziewczynki do lat 16, używana podczas mistrzostw świata
- Boys u16 – chłopcy do lat 16, używana podczas mistrzostw świata.

### Speedrower kobiet
Speedrower jest na razie sportem typowo męskim, z uwagi na to w Polsce nie ma wielu dedykowanych rozgrywek kobiecych. Wszystkie kategorie wiekowe są jednak otwarte dla kobiet. W sezonie 2019 mistrzem Polski do lat 12 została Zuzanna Klett. W tym samym sezonie, podczas trzeciej odsłony Indywidualnych Mistrzostw Polski Kobiet, została mistrzynią Polski. Wcześniej zawody te rozegrano w 2010 i 2011 roku, w obu turniejach wygrała Żaneta Siemianowska, najbardziej utytułowana polska zawodniczka speedrowerowa, mistrzyni Europy z 2014 roku i mistrzyni świata z 2017. Pierwszą polską zawodniczką speedrowera była Anita Włodarczyk, która w 1998 zdobyła z reprezentacją Polski tytuł drużynowych mistrzów Europy juniorów. 
Kobiecy speedrower najlepiej ma się w Wielkiej Brytanii, gdzie od 2006 roku rozgrywane są indywidualne i drużynowe mistrzostwa kraju kobiet. W rozgrywkach międzynarodowych zmagania pań zadebiutowały podczas mistrzostwa świata w USA w 2011 w konkurencji indywidualnej. Rok później indywidualny turniej pań wszedł też w skład mistrzostw Europy. Od 2017 roku rozgrywane są też Indywidualne Mistrzostwa Świata dziewcząt do lat 16, a od 2019 Drużynowe Mistrzostwa Świata Kobiet. Wraz ze wzrostem ilości zawodniczek, wzrasta też ilość dedykowanych im turniejów.

## Sprzęt

### Rower
Rower do speedrowera jest pozbawiony hamulców, przerzutek i innych wystających elementów, które nie są potrzebne do prawidłowego działania roweru. Niedozwolone są też pedały metalowe i zatrzaskowe. Kierownica jest wygięta do wewnątrz, co ułatwia start. Zawodnicy mają pełną dowolność w wybieraniu przełożeń, które mogą być zmieniane między wyścigami. Rama roweru do speedrowera musi być lekka, żeby zawodnik mógł osiągnąć jak największą prędkość, oraz wytrzymała, żeby nie zniszczyć się z powodu częstych upadków. Opony nie mogą posiadać żadnych wystających elementów oprócz fabrycznego bieżnika, najczęściej wykorzystywane są opony do rowerów górskich. Przeciętny rower do speedrowera waży około 10 kg.

### Ubiór
Zawodnik w trakcie wyścigu musi być osłonięty od nasady szyi aż do stóp, na strój zawodnika musi składać się klubowa bluza, która umożliwia przyczepienie numeru startowego. Rodzaj spodni, butów i rękawiczek zależy od indywidualnych preferencji zawodnika, nie mogą jedynie odsłaniać żadnego kawałka ciała. Obowiązkowy jest też atestowany kask rowerowy, którego brak lub zdjęcie podczas wyścigu równoznaczne jest z wykluczeniem.

## Tory

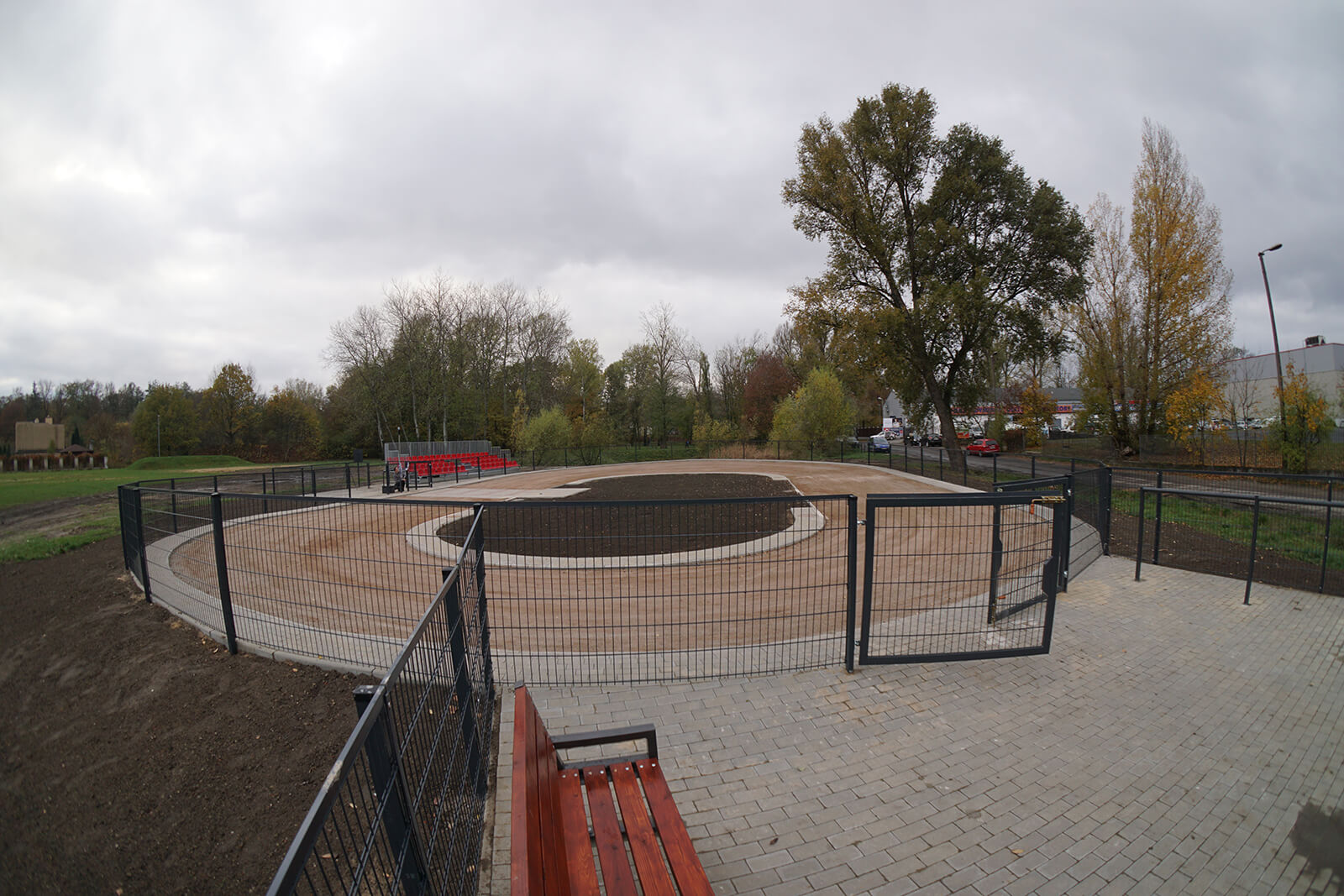
Tor speedrowerowy w Gnieźnie przy ul. Parkowej, na Parku Miejskim Im. Generała Władysława Andersa.

Tory do speedrowera mają kształt owalu o równoległych prostych, szerokość prostych może wynosić między 4,25 – 7 metrów, a szerokość w szczycie łuku nie może być mniejsza niż na prostych. Długość całkowita toru powinna mieścić się przedziale 60 – 92 metry. Granicami toru są dwa krawężniki o wysokości w przedziale 5- 10 cm. Nachylenie toru do środkowej krawędzi powinno wynosić między 5 – 15 stopni na łukach i do 5 stopni na prostych. Ogrodzenie znajdujące się kilkadziesiąt centymetrów od zewnętrznego krawężnika może być wykonana z foliowej taśmy, ale najczęściej spotykane są stałe bandy. Nawierzchnia toru wykonana jest z drobnego, sypkiego materiału, który zapewnia jak największą przyczepność, cały tor pokryty jest jednakową nawierzchnią z wyjątkiem pól startowych, które jako jedyne muszą być wykonane z twardego materiału. Czynne tory do speedrowera znajdują się m.in. w Bydgoszczy, Częstochowie, Gnieźnie, Lesznie, Ostrowie, Świętochłowicach, Toruniu, Wrocławiu i Zielonej Górze.